# Lo Borg Sant Dalmatz
Burg de Sant Dalmau (en occità Lo Borg Sant Dalmatz, en italià Borgo San Dalmazzo i en piemontès ël Borgh San Dalmass) és un municipi italià, a la Val Ges, dins de les Valls Occitanes, a la regió del Piemont. Limita amb els municipis de Bueves, Cuneo, Gaiòla, Moiòla, la Ròca d'Estura, Rocavion, Vaudier i Vinhòl. L'any 2007 tenia 12.115 habitants.